# Rudolf Piegert
Rudolf Piegert (* 17. März 1924 in Markersdorf; † 9. Juni 2011 in Chemnitz) war ein deutscher Maschinenbauingenieur und Hochschullehrer.

## Leben und Wirken
Nach dem Schulbesuch studierte er und erlangte den Abschluss als Diplom-Ingenieur. Er wurde Direktor des Instituts für Werkzeugmaschinen an der Technischen Hochschule Karl-Marx-Stadt und später dort zum Professor berufen. Nach der Hochschulreform wurde er Direktor der Sektion „Fertigungsprozeß und Fertigungsmittel“.
Seine Fachgebiete waren Automatisierung der Fertigungsmittel und Maschinenbau.
Zusammen mit Georg C. Brack, H. Fuchs, G. Paulin, G. Schwarze und E.-G. Woschni gehörte er zu den Buchherausgebern der „Reihe Automatisierungstechnik“ beim Verlag Technik Berlin, die unter dem Lektorat von J. Reichenbach mit nahezu 250 Bänden einen beachtlichen Umfang erreichte.
Für seinen Anteil an der Schaffung der technologischen Grundlagen sowie der Ausrüstungen für ein hochproduktives, arbeitsstufensparendes Schleifverfahren zur Rationalisierung der Metallbearbeitung erhielt er 1975 den Nationalpreis der DDR III. Klasse für Wissenschaft und Technik.

## Schriften
- Programmgesteuerte Werkzeugmaschinen. Vortrag aus der Fachtagung „ Automatisierung im Maschinenbau“ im Juni 1962. 1962.
- (mit Ernst Vogt): Untersuchung der durch thermische Einwirkung entstandenen Bearbeitungsfehler an Werkzeugmaschinen läutert am Beispiel der Schleifmaschine. 1963.
- (Mitherausgeber): Automatisierung im Maschinenbau. Grundlagen – Gerätetechnik – Technologische Prozesse. Verlag Technik, Berlin 1970.
- Prozeßsteuerung in der Teilefertigung. 1987.